# 小沼丹
小沼 丹（おぬま たん、1918年〈大正7年〉9月9日 - 1996年〈平成8年〉11月8日）は、日本の小説家、英文学者。位階は従四位。本名は小沼 救（おぬま はじめ）。日本芸術院会員。
「大寺さんもの」など、日常を題材とした小説のほか、随筆の名手としても知られる。また、英文学者としても知られており、早稲田大学では文学部教授として教鞭を執った。

## 経歴
東京府東京市下谷区下谷町に父邁（すぐれ）、母涙子（るいこ）の長男として生まれる。明治学院中学部、高等学部英文科を経て、1942年（昭和17年）に、早稲田大学文学部英文科を卒業した。後年、1958年（昭和33年）から、母校早稲田大学文学部で教授を務めている。
明治学院在学中の1939年（昭和14年）に『千曲川二里』を発表。同小説の掲載誌を井伏鱒二に寄贈、後に訪問し、師と仰いだ。お互いの晩年に、交流記を著書『清水町先生』にまとめている。
英文学研究のかたわら小説を書いてゆき、1954年（昭和29年）に『村のエトランジェ』が評価され、翌年には「白孔雀のいるホテル」で芥川賞候補となった。1969年（昭和44年）『懐中時計』で読売文学賞受賞、1974年（昭和50年）『椋鳥日記』で平林たい子文学賞受賞。1989年（平成元年）日本芸術院会員。1992年（平成4年）勲三等旭日中綬章受章。
1996年（平成8年）11月8日、肺炎のため78歳で死去。

## 著書
- 『村のエトランジェ』 みすず書房、1954年
- 『白孔雀のいるホテル』 河出書房、1955年
- 『黒いハンカチ』 三笠書房、1958年
- 『風光る丘』 集団形星、1968年
- 『懐中時計』 講談社、1969年
- 『不思議なソオダ水』 三笠書房、1970年
- 『汽船』 青娥書房、1971年
- 『銀色の鈴』 講談社、1971年
- 『更紗の絵』 あすなろ社、1972年
- 『椋鳥日記』 河出書房新社、1974年
- 『藁屋根』 河出書房新社、1975年
- 『小さな手袋』 小沢書店、1976年
- 『木菟燈籠』 講談社、1978年
- 『山鳩』 河出書房新社、1980年
- 『緑色のバス』 構想社、1984年
- 『埴輪の馬』 講談社、1986年
- 『清水町先生－井伏鱒二氏のこと』 筑摩書房、1992年
- 『珈琲挽き』 みすず書房、1994年

以下は没後刊
- 『福壽草』 みすず書房、1998年
- 『風光る丘』 未知谷、2004年
- 『黒と白の猫』 未知谷、2005年
- 『緑色のバス』 小学館P＋D BOOKS、2024年
- 『銀色の鈴』 小学館P＋D BOOKS、2024年
- 『不思議なソオダ水』 小学館P＋D BOOKS、2025年

### 著作集
- 『小沼丹作品集』 小沢書店（全5巻）、1979年-1980年
- 『小さな手袋／珈琲挽き』 みすず書房〈大人の本棚〉、2002年、新装版2022年。庄野潤三編
- 『小沼丹全集』 未知谷（全4巻＋補巻）、2004年-2005年
1・2・3巻は創作、4巻は随筆・詳細年譜、補巻は翻訳・未刊作品
監修・庄野潤三、三浦哲郎、吉岡達夫
- 『春風コンビお手柄帳　未刊行少年少女小説集 推理篇』 幻戯書房、2018年。北村薫解説
- 『お下げ髪の詩人　未刊行少年少女小説集 青春篇』 幻戯書房、2018年。佐々木敦解説
- 『不思議なシマ氏』 幻戯書房、2018年。娯楽中短篇集全5編。各・全集未収録作品集
- 『ミス・ダニエルズの追想』 幻戯書房、2018年。随筆集
- 『井伏さんの将棋』 幻戯書房、2018年。随筆集
- 『ゴンゾオ叔父』 幻戯書房、2018年。初期短篇集

### 文庫作品集
- 『懐中時計』 講談社文芸文庫、1991年
- 『小さな手袋』 講談社文芸文庫、1994年
- 『清水町先生』 ちくま文庫、1997年
- 『埴輪の馬』 講談社文芸文庫、1999年
- 『椋鳥日記』 講談社文芸文庫、2000年
- 『黒いハンカチ』 創元推理文庫、2003年
- 『村のエトランジェ』 講談社文芸文庫、2009年
- 『銀色の鈴』 講談社文芸文庫、2010年
- 『更紗の絵』 講談社文芸文庫、2012年
- 『珈琲挽き』 講談社文芸文庫、2014年
- 『木菟燈籠』講談社文芸文庫、2016年
- 『藁屋根』 講談社文芸文庫、2017年
- 『古い画の家　小沼丹推理短篇集』 中公文庫、2022年

### 翻訳
- ウィリアム・ヴァン・ナルヴィグ『鉄のカーテンの裏』 読売新聞社、1949年
- R.L. スティーヴンソン『旅は驢馬をつれて』 家城書房、1950年。角川文庫、1956年
  - 『旅は驢馬をつれて』 みすず書房〈大人の本棚〉、2004年
    - 「ギタア異聞」を併収。江國香織解説
- 林語堂『則天武后』 みすず書房、1959年、新装版1979年ほか